# Dobrosława Miodowicz-Wolf
Dobrosława Miodowicz-Wolf, pseud. Mrówka (ur. 18 sierpnia 1953 w Krakowie, zm. 10 sierpnia 1986 na K2) – polska alpinistka i himalaistka, etnograf, pracowniczka Muzeum Etnograficznego w Warszawie. Córka polityka i działacza związkowego Alfreda Miodowicza oraz siostra polityka Konstantego Miodowicza, żona wspinacza Jana Wolfa. Zginęła w Karakorum podczas zejścia po próbie zdobywania szczytu K2.
Była instruktorem taternickim, od 1983 również trenerem alpinizmu.

## Osiągnięcia wspinaczkowe

### Tatry
Zaczęła się wspinać w 1970 roku i wkrótce przeszła wiele trudnych dróg w Tatrach Wysokich. W górach tych dokonała m.in. pierwszego zimowego wejścia filarem wschodniej ściany Zadniej Baszty (1972, z Januszem Mączką i Markiem Rusinowskim) oraz drogą Koguta na Mały Jaworowy Szczyt (1976, z mężem Janem Wolfem). Inne jej przejścia zimowe w Tatrach to nowa droga na Jaworowy Szczyt (1976) i wschodnia ściana Ganku (Galerii Gankowej), Łomnicy, Żółtej Ścianie i w masywie Młynarza, wytyczyła nowe drogi na Zamarłej Turni i Wołowej Turni.

### Alpy i Kaukaz
W Alpach Miodowicz-Wolf wspinała się od 1976, kiedy dokonała drugiego przejścia drogą Guillota na Mont Blanc du Tacul. W tymże roku przeszła też drogę Philipp-Flamm na północno-zachodniej ścianie Punta Tissi w Dolomitach. W 1978 pokonała drogę Coturiera na północnej ścianie Aiguille Verte (z B. Sienicką-Kalmusową), z Maciejem Berbeką przeszła drogę Voie Major na wschodniej ścianie Mont Blanc. W kolejnym roku w ciągu czterech dni przeszła Drogę przewodników na północnej ścianie Petit Dru, zaś w Dolomitach pokonała Vinatzer na południowej ścianie Marmolada di Rocca oraz Via Paolo VI na Filarze Tofany.
W Kaukazie wspólnie z Anną Okopińską i Haliną Krüger-Syrokomską dokonały w 1977 pierwszego kobiecego przejścia drogi przez Deskę na północnej ścianie Ułłu Tau Czana.

### Góry wysokie
W 1980 roku Miodowicz-Wolf zdobyła swój pierwszy siedmiotysięcznik – weszła na Szczyt Korżeniewskiej w Pamirze (7105 m n.p.m.). Trzy lata później wspięła się na Szczyt Komunizmu (7495 m). W 1984 wzięła udział w wyprawie na K2 w Karakorum i dotarła tam do wysokości 7350 m n.p.m. Powyżej granicy 8000 m wspięła się 14 lipca 1985, kiedy udało jej się dojść do wysokości 8050 m podczas samotnej próby wejścia na Nanga Parbat. W 1986 ponownie znalazła się pod K2 i była tam o krok od sukcesu. Jako jedyna uczestniczka swojej wyprawy brała udział w ataku szczytowym i 10 sierpnia osiągnęła tam wysokość ok. 8500 m. W trakcie ataku nastąpiło gwałtowne załamanie pogody. Podczas odwrotu Żebrem Abruzzi Dobrosława Miodowicz-Wolf pomagała innym wspinaczom, sama jednak zmarła z wyczerpania na linach poręczowych, na wysokości ok. 7100 m. Uratowało się tylko dwóch himalaistów uczestniczących tego dnia w akcji górskiej (Austriacy Kurt Diemberger i Willi Bauer). Wypadek ten był ostatnią częścią tragicznego sezonu 1986, kiedy pod K2 zginęło 13 wspinaczy, w tym Polacy Tadeusz Piotrowski i Wojciech Wróż.
Ciało Dobrosławy Miodowicz-Wolf zostało odnalezione i pochowane u podnóży K2 w roku 1987. W Polsce ma symboliczne miejsce pamięci na grobie rodziny na cmentarzu parafialnym w Końskich.

## Upamiętnienie
W 2001 Anna Teresa Pietraszek zrealizowała dla TVP film dokumentalny o Dobrosławie Miodowicz-Wolf Za cenę życia.